# Sociedad armoniosa
La construcción de una sociedad armoniosa (en chino tradicional, 和諧社會; en chino simplificado, 和谐社会; pinyin, héxié shèhuì) es una visión socioeconómica que se dice es el último resultado final de la ideología caracterética del Concepto de Desarrollo Científico del líder chino Hu Jintao. Sirve como el último objetivo para el reinante Partido Comunista de China junto con la sociedad de Xiaokang, que tiene como fin una sociedad de la clase media que es "básicamente pudiente". Propuesta por primera vez por el gobierno chino bajo la administración de Hu-Wen durante la Asamblea Popular Nacional de 2005, la idea cambia el enfoque de China desde el crecimiento económico a equilibrio y armonía social. La idea es claramente visible en pancartas en toda China. Se ha descrito la idea como semejante a ciertas características del Nuevo Confucionismo en algunos aspectos.
En un país donde la lucha de la clase política y eslóganes socialistas eran las pautas políticas normativas durante décadas, la idea de armonía social quiere provocar la fusión del socialismo y la democracia.